# 小什瓦克什特湖
小什瓦克什特湖（白俄羅斯語：Малыя Швакшты）是白俄羅斯的湖泊，位於斯特拉恰河流域，由維捷布斯克州負責管轄，長2.3公里、寬1.3公里，面積1.91平方公里，湖岸線長度6.75公里，集水區面積105平方公里，最大水深3.2米。